# Balesari (Windusari)
Balesari is een bestuurslaag in het regentschap Magelang van de provincie Midden-Java, Indonesië. Balesari telt 2562 inwoners (volkstelling 2010).